# Nyong
De Nyong is een rivier in het zuiden van Kameroen die uitmondt in de Golf van Guinee in de Atlantische Oceaan. De rivier heeft een lengte van 690 km, en een stroomgebied van 27.800 km². De rivier stroomt door drie van de tien regio's (provincies) van Kameroen: Est, Centre en Littoral.

## Geografie

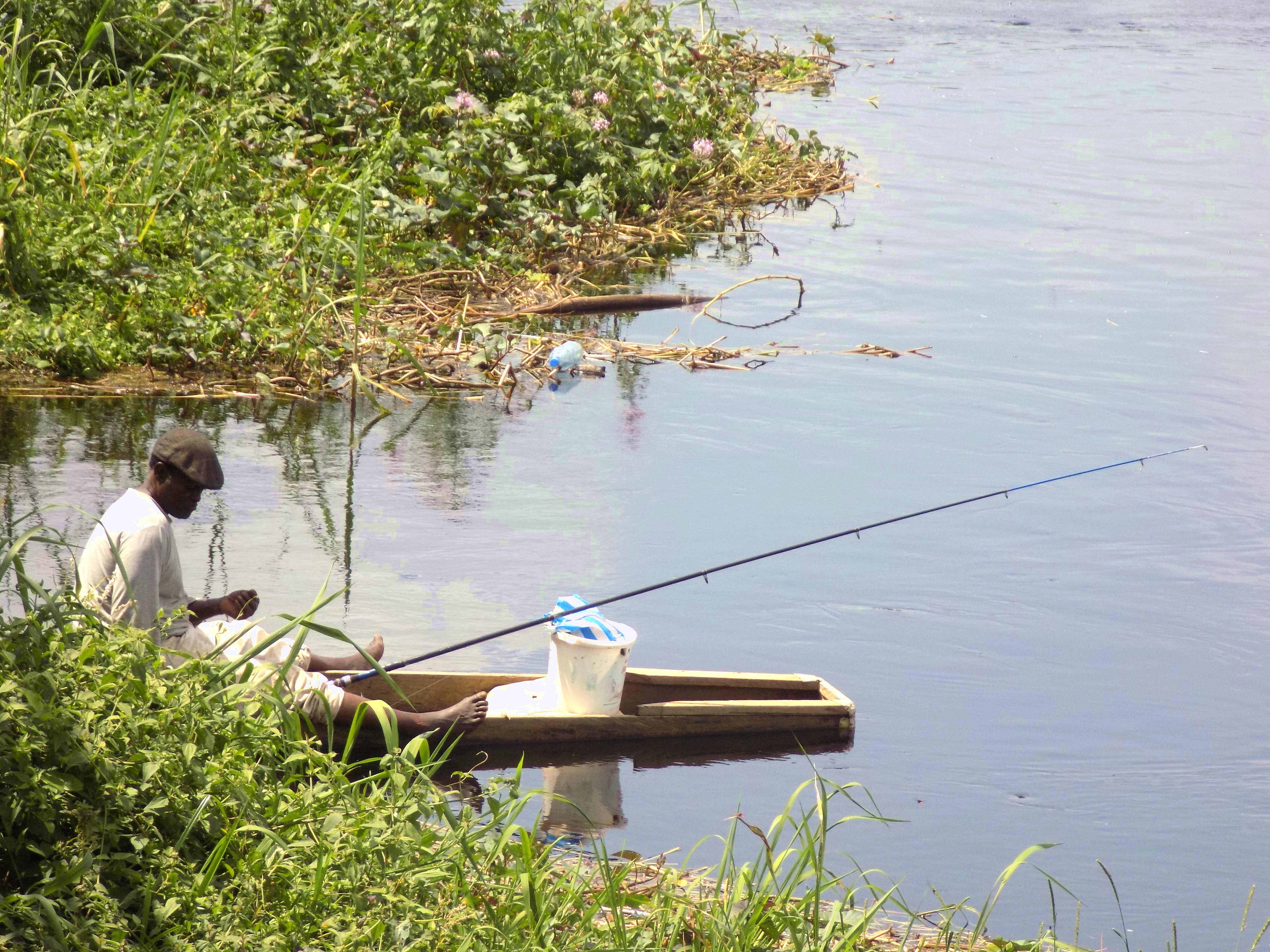
Visser op de Nyong.

De Nyong ontspringt 40 km ten oosten van de stad Abong-Mbang, in een groot equatoriaal regenwoudgebied. De rivier stroomt in westelijke richting, evenwijdig aan de benedenloop van de Sanaga, langs de plaatsen Akonolinga, Mbalmayo, Déhané en mondt uit in de Golf van Guinee ter hoogte van het dorp Petit Batanga, 65 km ten zuidoosten van Édéa. Bij de plaatsen Mbalmayo en Déhané doen zich stroomversnellingen voor. De rivier is tussen april en november bevaarbaar voor kleinere vaartuigen van Abong Mbang tot Mbalmayo.
De belangrijkste zijrivieren van de Nyong zijn, van oost naar west, de Long, Long Mafok, Afamba, Mfoumou, Ato, Soo, Soumou, Akono, Lieyke en Kéllé.

## Hydrometrie
Het debiet van de rivier is gedurende 26 jaar (1951-1977) geregistreerd in Déhané, een plaats die zich op zo'n 54 km van de riviermonding bevindt.. Ter hoogte van Déhané was het gemiddelde jaarlijkse debiet in de geobserveerde periode 446 m³/s voor een stroomgebied van 26.400 km², ongeveer 90% van het totale stroomgebied van de rivier.
| Gemiddeld debiet per maand (in m³/s) tussen 1951 en 1977                     |
| ---------------------------------------------------------------------------- |
|                                                                              |
| Bron: UNH/GDRC - Composite Runoff Fields V1.0 - Water Systems Analysis Group |

De hoeveelheid afgevoerd water in het stroomgebied van de rivier vertoonde in de periode 1951-1977 een gemiddelde jaarlijkse toename van 533 mm, hetgeen als een hoge waarde kan worden beschouwd.
Een belangrijk deel van het water in de Nyong is afkomstig van het tropische regenwoud. Hoewel de rivier het hele jaar door water afvoert, kunnen er twee hoogwaterperiodes worden onderscheiden, de eerste in de maanden mei-juni en de tweede —verreweg de belangrijkste— in de maanden september-november. Van de laagwaterperiodes is die van de maanden februari-maart het meest uitgesproken.
De seizoensvariatie is significant. Het laagste gemiddelde debiet voor de maand februari had een waarde van 145 m³/s, meer dan zes keer minder dan het gemiddelde debiet voor de maand oktober (926 m³/s). De laagste waarde voor het maandelijkse debiet in de genoemde 26-jarige periode was 40 m³/s, terwijl de hoogst gemeten waarde 1226 m³/s bedroeg.
- Gemeinsame Normdatei: 4554859-6
- Nationale Bibliotheek van Israël: 987007564022005171
- Virtual International Authority File: 237448871